# Heligt år
Heligt år (italienska Anno Santo), även kallat jubelår, är ett särskilt heligt år som förekommer i judendomen och kristendomen. (Jämför även "jubelåret" med hänvisning till 3 Mos 25:10 ff s 1603 i Bibel 2000, Verbum  1999.) 
Inom Romersk-katolska kyrkan innebär ett heligt år särskild avlat. Det första heliga året utropades av påven Bonifatius VIII år 1300, och bruket har sedan fortsatt intill nutiden.
Heligt år firas nu vart tjugofemte år (senast år 2025); därutöver firas alla årtal som slutar på 33 eller 83 som jubelår till minne av Kristi död och uppståndelse. Under det heliga året, det senaste varade mellan den 25 december 1999 och den 6 januari 2001, öppnar påven "den heliga porten" (Porta Santa) i Peterskyrkan som annars är igenmurad. Heliga portar öppnas även i Roms övriga patriarkalbasilikor: San Giovanni in Laterano, San Paolo fuori le Mura och Santa Maria Maggiore.
I Stilla natt på svenska sjunger man "Nu begynner vårt jubelår" i tredje versen.

## Lista över jubelår och påvar
1. 1300: Bonifatius VIII
2. 1350: Clemens VI
3. 1390: Inlett av Urban VI, slutfört av Bonifatius IX
4. 1400: Bonifatius IX
5. 1423: Martin V
6. 1450: Nicolaus V
7. 1475: Inlett av Paulus II, slutfört av Sixtus IV
8. 1500: Alexander VI
9. 1525: Clemens VII
10. 1550: Inlett av Paulus III, slutfört av Julius III
11. 1575: Gregorius XIII
12. 1600: Clemens VIII
13. 1625: Urban VIII
14. 1650: Innocentius X
15. 1675: Clemens X
16. 1700: Inlett av Innocentius XII, slutfört av Clemens XI
17. 1725: Benedictus XIII
18. 1750: Benedictus XIV
19. 1775: Inlett av Clemens XIV, slutfört av Pius VI
20. 1825: Leo XII
21. 1875: Pius IX (utan större högtidligheter)
22. 1900: Leo XIII
23. 1925: Pius XI
24. 1933: Pius XI
25. 1950: Pius XII
26. 1975: Paulus VI
27. 1983: Johannes Paulus II (extraordinarie)
28. 2000: Johannes Paulus II
29. 2016: Franciskus (extraordinarie) Det Heliga året, som fokuserade på Guds barmhärtighet, inleddes den 8 december, Jungfru Marie obefläckade avlelses fest, 2015 och avslutades i och med Kristus Konungens fest den 20 november 2016.[1]
30. 2025: Inlett av Franciskus